# سيميون أغسطس
سيميون أغسطس (بالإنجليزية: Simeon Augustus)‏ (19 مارس 1991 في ترينيداد وتوباغو - ) هو لاعب كرة قدم ترينيداد وتوباغو في مركز الوسط. شارك مع منتخب ترينيداد وتوباغو لكرة القدم. أما مع النوادي، فقد لعب مع United Petrotrin F.C. ‏.